# Paul Dooley
Paul Dooley (ur. 22 lutego 1928 w Parkersburg w stanie Wirginia Zachodnia) – amerykański aktor filmowy.

## Życiorys
Jest synem gospodyni domowej Ruth Irene (z domu Barringer) i robotnika Petera Jamesa Browna. W młodości był zapalonym rysownikiem; jego komiks ukazywał się regularnie w miejscowej gazecie w Parkersburg. Zaciągnął się do marynarki wojennej Stanów Zjednoczonych i dopiero w czasie studiów odkrył aktorstwo. Jest mężem amerykańskiej pisarki Winnie Holzman, z którą ma jedną córkę, Savannah Dooley (ur. 1985). Jego pierwszą żoną była Donna Lee Wasser, z którą ma trójkę dzieci: Robina, Petera i Adama.

## Filmografia

### Filmy fabularne
- The Parisienne and the Prudes (1964)
- Za miastem (1970)
- Jak się zabawić (1972)
- Życzenie śmierci (1974)
- Fore Play (1975)
- Slap Shot (1977)
- Dzień weselny (1978)
- Idealna para (1979)
- Uciekać (1979)
- Bogate dzieciaki (1979)
- Popeye (1980)
- Ojcostwo (1981)
- Pocałuj mnie na do widzenia (1982)
- Szesnaście świeczek (1984)
- Potwór w szafie (1986)
- O.C. & Stiggs (1987)
- Lip Service (1988)
- Last Rites (1988)
- Nie ufaj znajomemu (1989)
- Migawka z przeszłości (1990)
- Shakes the Clown (1992)
- Stan pogotowia (1993)
- Mój chłopak zombie (1993)
- Evolver (1994)
- Na samym dnie (1995)
- Out There (1995)
- Samotny sługa Boży (1996)
- Niezła sztuka (1996)
- Angels in the Endzone (1997)
- Jak kłamać w Ameryce (1997)
- Cena miłości (1997)
- Urzędowanie (1997)
- Happy, Texas (1999)
- Ginerwa (1999)
- Uciekająca panna młoda (1999)
- A Woman's a Helluva Thing (2001)
- Bezsenność (2002)
- Życie domowe (2003)
- Koncert dla Irwinga (2003)
- Wakacje u dziadka (2005)
- Radosne purim (2006)
- Lakier do włosów (2007)
- Opowieści na dobranoc (2008)
- Sunshine Cleaning (2009)
- Xander Cohen (2010)

### Seriale telewizyjne
- Faerie Tale Theatre (1982–1987)
- Opowieści z ciemnej strony (1984–1988)
- Złotka (1985–1992)
- Alf (1986–1990)
- Square One TV (1987–1992)
- Cudowne lata (1988)
- Opowieści z krypty (1989–1996)
- Życie jak sen (1990–1996)
- Szaleję za tobą (1992–1999)
- Star Trek: Stacja kosmiczna (1993–1998)
- Grace w opałach (1994–1996)
- Ostry dyżur (1994–2009)
- Millennium (1996–1999)
- Lunatycy (1997)
- Kancelaria adwokacka (1997)
- Jak pan może, panie doktorze? (1998–2004)
- Jack i Jill (1999–2001)
- Pohamuj entuzjazm (2000–2005)
- Prawo i porządek: Zbrodniczy zamiar (2001)
- Gotowe na wszystko (2005) jako Addison Prudy
- Chirurdzy (2005)
- Side Order of Life (2007)
- Huge (2010)